# Rinaldo Klas

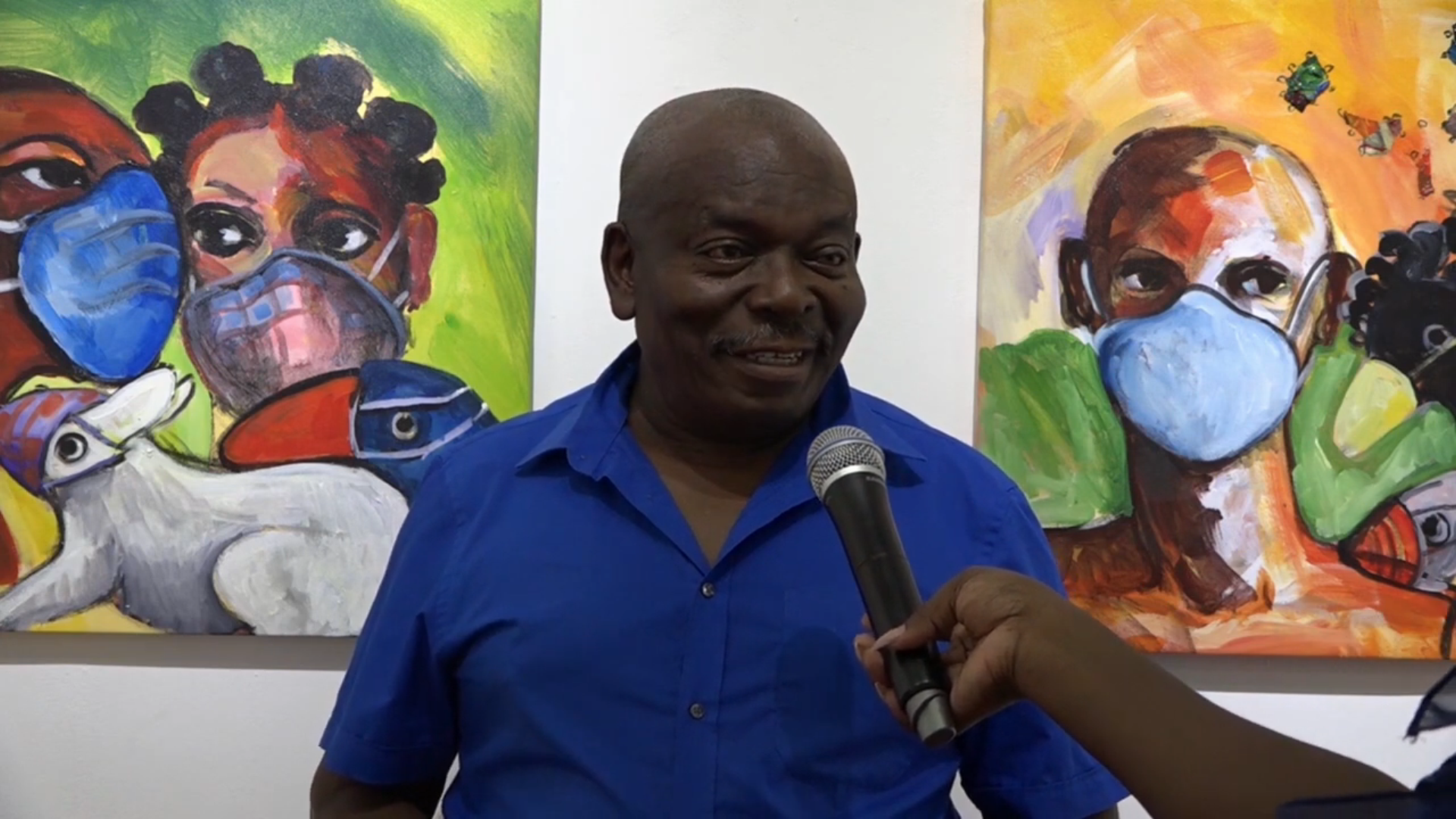
Rinaldo Klas in 2020

Rinaldo Klas (Moengo, 23 februari 1954) is een Surinaams kunstenaar van Marron afkomst. Hij is de eerste van de kunstenaarsgeneratie die opkwam in de jaren 80 en die uit een opleiding op Jamaica veel vernieuwing haalde, onder hen ook Wilgo Vijfhoven en Humphrey Tawjoeram.
Rinaldo Klas volgde de Nieuwe School voor Beeldende Kunst te Paramaribo van 1970 tot 1976 en het Edna Manley College voor Visual Arts op Jamaica van 1986 tot 1988. Klas begon met het op naturalistische wijze schilderen van Surinaamse taferelen: stadshuizen, straat- en marktgezichten. Daarna begon hij met vormexperimenten: het leven op de achtererven werd neergezet in kubistische vlakken. Pas in de jaren ’90 vond hij zijn eigen stijl: in krachtige trekken neergezette combinaties van gezichten met elementen uit de natuur (veelvuldig een toekans, vaak ook bladeren, bloemen en de zon), soms ook stillevens. Klas schuwt het grote gebaar niet. Hoewel zijn werk altijd figuratief blijft neemt de expressie de overhand op het naturalistische detail. Zijn olieverfschilderijen, litho’s en pastels blijven echter altijd kleurrijk.
Het werk van Rinaldo Klas was te zien op talloze groeps- en individuele tentoonstellingen en zijn werk bevindt zich in collecties in verschillende Europese en Noord- en Zuid-Amerikaanse landen.
Rinaldo Klas is momenteel directeur van het Nola Hatterman instituut in Paramaribo.